# Murad Ali Shah
Murad Ali Shah (en ourdou : سید مراد على شاه), né le 8 novembre 1962 à Karachi, est un homme politique pakistanais. Membre du Parti du peuple pakistanais, il est deux fois ministre en chef de la province du Sind depuis 2016, remplaçant Qaim Ali Shah.
Originaire de Jamshoro et d'une famille politiquement influente, il est ingénieur de formation. Il est élu successivement quatre fois député à l'Assemblée provinciale du Sind depuis 2002 et est deux fois nommé au poste de ministre des finances dans le gouvernement local entre 2008 et 2016.

## Jeunesse et études
Murad Ali Shah est né le 8 novembre 1962 à Karachi, dans la plus grande ville du pays et capitale de la province méridionale du Sind. Originaire de Jamshoro, il est issu d'une famille active en politique, son père ayant notamment été ministre des Finances de la province entre 1993 et 1996. Murad Ali entame des études d'ingénieur dans la ville, avant de partir aux États-Unis où il ressort diplômé de l'Université Stanford en ingénierie des structures puis en système économique.
Entre 1986 et 1990, Murad Ali Shah a successivement travaillé en tant qu'ingénieur dans des entreprises publiques à Lahore, au port de Karachi et à Hyderabad avant de rejoindre la Citibank.

## Carrière politique

### Député provincial
Murad Ali Shah entre sur la scène politique lors des élections législatives de 2002 quand il est élu député local à l'Assemblée provinciale du Sind pour une circonscription de Jamshoro. Élu sous l'étiquette du Parti du peuple pakistanais, il siège alors dans l'opposition. Il est réélu lors des élections de 2008 et alors que son parti remporte l'élection, il obtient le ministère des Finances dans le gouvernement local dirigé par Qaim Ali Shah. Contrairement à son parti, il entretient de bonnes relations avec la Ligue musulmane du Pakistan (F), implantée dans le Sind, qui suggère dès 2002 qu'il devienne ministre en chef de la province. 
Lors des élections législatives de 2013, Ali Shah est empêché de se présenter au scrutin, la Commission électorale du Pakistan lui reprochant sa double nationalité avec le Canada. Il choisit cependant d'abandonner cette dernière et se présente à des élections partielles en novembre 2014, et est largement élu député provincial à Jamshoro. Il est ensuite de nouveau nommé au poste de ministre des Finances. 

### Ministre en chef

Composition de l'Assemblée provinciale du Sind après les élections de 2018.

Le 26 juillet 2016, le ministre en chef du Sind Qaim Ali Shah, en poste depuis huit ans, démissionne à la suite de la volonté du Parti du peuple pakistanais et de son chef Bilawal Bhutto Zardari de rajeunir le personnel politique. Murad Ali Shah est choisi pour le remplacer et il est largement élu par l'Assemblée provinciale, par 88 voix contre trois pour son seul rival du Mouvement du Pakistan pour la justice. Il est investi ministre en chef le 29 juillet 2016. Il hérite alors d'un gouvernement accusé de corruption et d'inefficacité et pourrait avoir du mal à s'imposer face aux poids lourds du parti.
Il quitte son poste le 28 mai 2018 quand l'assemblée est dissoute pour les élections. Il est alors notamment critiqué pour avoir focalisé son attention sur les villes au détriment des zones rurales. Lors des élections législatives de 2018, Ali Shah est largement réélu député provincial de Jamshoro avec 64,5 % des voix. Il est ensuite élu par l'Assemblée provinciale pour un second mandat, avec 97 voix contre 61 pour le candidat commun de l'opposition. Il est investi le 18 août 2018.